# Valerie Bettis
Valerie Elizabeth Bettis (* 20. Dezember 1919 in Houston, Texas; † 26. September 1982 in New York City) war eine US-amerikanische Tänzerin und Choreografin des Modern Dance.

## Leben
Valerie Bettis wurde 1919 in Houston als Tochter von Royal Holt Bettis und Valerie Elizabeth McCarthy geboren. Ihr Vater starb, als sie 13 Jahre alt war. Ihre Mutter heiratete später Hugh Prather. Mit zehn Jahren nahm Bettis bei der Tänzerin Rowena Smith ihre ersten Ballettstunden. Während ihrer Highschool-Zeit nahm sie auch an Theater- und Musicalaufführungen teil. Nachdem sie ein Jahr lang die University of Texas besucht hatte, zog Bettis nach New York City. Ab 1937 studierte sie dort Modern Dance bei Hanya Holm und blieb bis 1940 in deren Ensemble. Danach bereitete sich Bettis auf ihr Debüt als Solotänzerin vor, das schließlich im November 1941 in New Yorks renommierter Carnegie Hall stattfand.
Im März 1943 erhielt Bettis viel Anerkennung für ihre selbstchoreografierte Solonummer The Desperate Heart nach einem Gedicht von John Malcolm Brinnin. Am 11. März 1947 wurde ihre Choreografie zu Virginia Sampler von den Ballets Russes uraufgeführt, weshalb Bettis als die erste Modern-Dance-Choreografin gilt, die mit einem etablierten Ballettensemble zusammenarbeitete. Ihre Tänze für As I Lay Dying (1948) wurden von der New York Times als „umwerfend, dramatisch beeindruckend und ideenreich“ beschrieben. Als literarische Vorlage diente ihr dabei William Faulkners Roman Als ich im Sterben lag aus dem Jahr 1930.
Daraufhin war sie auch am Broadway beschäftigt. Einen ihrer bekanntesten Auftritte hatte sie dort 1948 als Tiger Lily in Inside U.S.A., einer Musicalrevue von Arthur Schwartz und Howard Dietz, wofür sie den Theatre World Award erhielt. 1952 choreografierte sie für das Slavenska-Franklin Ballet eine Ballettversion von Tennessee Williams’ Bühnenstück Endstation Sehnsucht (1947) mit der Musik von Alex North.
Kurzzeitig war Bettis auch in Hollywood tätig. Für die beiden Filme Affäre in Trinidad (1952) und Salome (1953) arbeitete sie zweimal mit Leinwandikone Rita Hayworth zusammen. Bettis, die in Affäre in Trinidad auch eine Nebenrolle übernahm, choreografierte für Hayworth die beiden Tanznummern Trinidad Lady und I’ve Been Kissed Before. Die Filmkritiker der damaligen Zeit empfanden die Tänze jedoch als zu avantgardistisch und geschmacklos. So schrieb Bosley Crowther in der New York Times: „Die Tänze, die [Hayworth] in diesem Film vorführt, lassen sie vulgär und grotesk aussehen.“ Dennoch arbeiteten beide Frauen für Hayworths Tanz der Sieben Schleier in Salome erneut zusammen.
Von 1943 bis 1955 war Bettis mit dem brasilianischen Pianisten und Komponisten Bernardo Ségall verheiratet. Später ehelichte sie Arthur Schmidt, der 1969 verstarb. Valerie Bettis starb 1982 nach kurzer Krankheit im Alter von 62 Jahren im Beth Israel Hospital in New York.

## Choreografien (Auswahl)
Ballett
- 1943: The Desperate Heart
- 1946: Yerma
- 1947: Virginia Sampler
- 1948: As I Lay Dying
- 1949: Domino Furioso
- 1951: Peer Gynt
- 1952: A Streetcar Named Desire
- 1955: The Golden Round
- 1958: The Past Perfect Hero
- 1959: Closed Door
- 1960: Early Voyagers
- 1964: Songs and Processions
- 1976: Echoes of Spoon River

Film
- 1952: Affäre in Trinidad (Affair in Trinidad)
- 1953: Salome
- 1953: Omnibus (TV-Serie, eine Folge)
- 1953: Diese Frau vergißt man nicht (Let’s Do It Again)
- 1954: Athena